# تراموای کابل–دارالامان

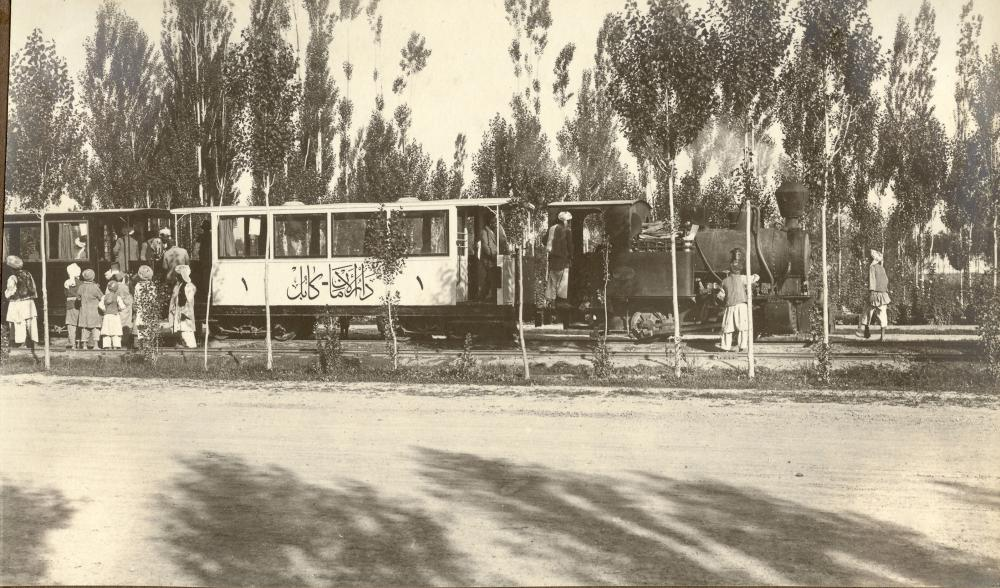
اولین خط آهن از دارالامان به کابل

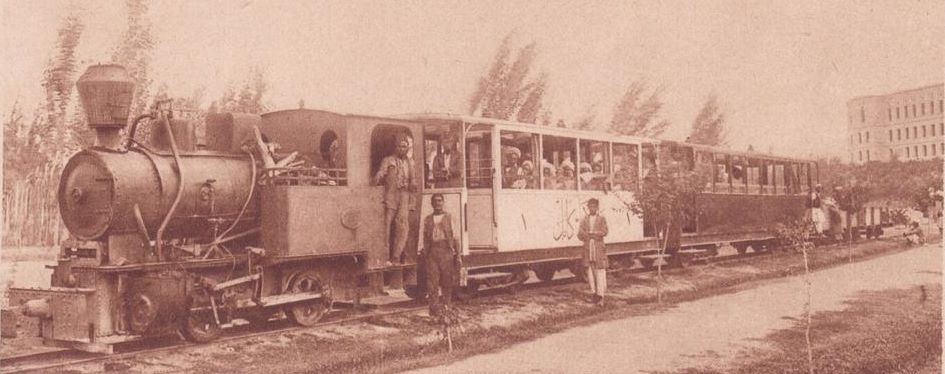
خط آهن بین کابل و دارالامان به طول ۸ کیلومتر

تراموای کابل – دارالامان یک خط‌آهن باریک در افغانستان بود. این تراموا پس از فرمان امان‌الله شاه در سال ۱۹۲۳ ساخته شد و با ۸ کیلومتر طول از کابل تا شهرک دارالامان ادامه داشت.

## گزارش‌های تاریخی
در شماره دسامبر ۱۹۲۲ مجله لوکوموتیو آمده‌است: «مسافران افغانستان می‌گویند که یک خط آهن به مسافت حدود شش مایلی از کابل تا محل شهر جدید دارالامان در حال احداث است و همچنین برخی از وسایل آن در کارگاه‌های کابل تولید می‌شود.» در شماره اوت ۱۹۲۸ لوکوموتیو آمده «تنها راه آهن در حال حاضر در افغانستان پنج مایل طول دارد و بین کابل و دارالامان است.» سه لوکوموتیو بخار کوچک این تراموا از هنشل در آلمان خریداری شدند.

## بسته‌شدن
تراموا در تاریخ نامشخصی بسته شد و در دهه ۱۹۴۰ برچیده شد، اما لوکوموتیوها در موزه ملی افغانستان در دارالامان نگهداری می‌شوند.